# Вулиця Вікентія Хвойки (Черкаси)
Вулиця Вікентія Хвойки — одна з вулиць у місті Черкаси. Знаходиться у мікрорайоні Дахнівка і є однією з його головних вулиць.

## Розташування
Вулиця простягається від вулиці 2-го Українського фронту до вулиці Канівської. До неї примикає провулок Спортивний та перетинає вулиця Сержанта Волкова.

## Опис
Вулиця неширока та асфальтована, на початку праворуч розташований парк Пам'ять з будинком культури, навпроти нього — пам'ятний знак на братській могилі загиблих в роки другої світової війни односельчан та церква. В центральній частині ліворуч по вулиці знаходиться Черкаська ЗОШ № 29, навпроти — приватні будинки.

## Історія
До 1983 року вулиця називалась на честь українського письменника Тараса Шевченка, а після приєднання села Дахнівка до міста Черкаси була перейменована на честь радянського військового діяча Дмитра Карбишева.
В процесі деколонізації отримала назву Вікентія Хвойки.